# Dva Foscariové
Dva Foscariové je v pořadí šestá opera Giuseppe Verdiho (1813 – 1901) z roku 1844. Autorem libreta je Francesco Maria Piave (1810 – 1876). Operní drama o třech dějstvích.

## Historie
Kontakt s Benátkami přivedl Verdiho na myšlenku zhudebnit pro slavné město lagun jeho vlastní historickou látku — Byronovo drama Dva Foscariové. K nemalému zklamání Benátčanů však toto téma užil pro splnění smlouvy s Teatro Argentina v Římě (premiéra 3. listopadu 1844). Objednávky na nová díla se totiž množily a Řím zřejmě lákal k „dobytí“ víc, než již u nohou ležící Benátky.

## Hlavní postavy
| Francesco Foscari, dóže benátský | baryton     |
| Jacopo Foscari, jeho syn | tenor       |
| Lucrezia Contarini, Jacopova choť | soprán      |
| Loredano, člen Rady deseti | bas         |
| Barbarigo, senátor | tenor       |
| Pisana, přítelkyně a důvěrnice Lucrezie | mezzosoprán |
| Účastník Rady deseti | tenor       |
| Sluha dóžete | bas         |
| Členové Rady deseti, služebné Lucrezie, benátské dámy, dav, maskovaní muži a ženy, věznitelé, gondoliéři, páže a dva synové Jacopa Foscariho. |             |

## Obsah
Odehrává se v Benátkách roku 1457.

### První dějství

#### Scéna 1: Před zasedací síní dóžecího paláce
Členové Rady deseti čekají na vstup do zasedací síně, aby mohli soudit případ Jacopa Foscariho, dóžecího syna, který byl obviněn z vraždy. Po příchodu Loredana (Jacopova úhlavního nepřítele) a jeho přítele Barbariga oznámí, že dóže již vstoupil do sálu. Všichni vstoupí do síně.
Jacopo, který se nedávno vrátil z vyhnanství, je přiveden z vězení a vyjadřuje radost, že opět vidí Benátky: Dal più remoto esilio (Z nejvzdálenějšího místa vyhnanství). Když je předvolán ke vstupu do síně a je mu řečeno, že může očekávat, že Rada bude milosrdná, Jacopo vybuchne vzteky: Odio solo ed odio atroce (Jen nenávist, krutá nenávist je uzavřena v jejich prsou). Vstoupí do síně.

#### Scéna 2: Sál v paláci
Lucrezia Contarini, Jacopova manželka, se od svých dvorních dam dozvídá, že v zasedací síni probíhá soud. Rychle se dožaduje schůzky s dóžetem, Jacopovým otcem, ale je jí řečeno, že se má modlit za Jacopovu svobodu. Rozzlobeně prosí nebesa, aby byla milosrdná: Tu al cui sguardo onnipossente (Ty, pod jehož všemocným pohledem se všichni lidé radují nebo pláčou). Vchází její přítelkyně Pisana v slzách. Sděluje jí zprávu, že Jacopo byl odsouzen k dalšímu vyhnanství, a to vyvolává další Lucreziin zuřivý výbuch: La clemenza! s'aggiunge lo scherno! (Jejich milosrdenství? Teď přidávají urážku!). Pisana a dámy ji prosí, aby důvěřovala v Boží milosrdenství.

#### Scéna 3: Před soudní síní
Rada deseti opouští síň a prohlašuje, že důkazy jednoznačně stačily k odsouzení Jacopa a že jejich jednání bude považováno za spravedlivé a poctivé.

#### Scéna 4: Dóžecí soukromý pokoj
Vchází dóže Francesco Foscari a unaveně se posadí. Vyjadřuje úzkost nad tím, co se stalo jeho synovi, ale jako jeho otec cítí, že nemůže udělat nic, aby ho zachránil: O vecchio cor che batte (Ó, starobylé srdce, které bije v mé hrudi...). V slzách přichází Lucrezia, a když se snaží odsoudit jednání Rady, Francesco jí připomene své postavení strážce benátského práva. Rozzlobeně odsuzuje zákon jako naplněný pouze nenávistí a pomstou a požaduje, aby jí vrátil manžela: Tu pur lo sai che giudice (Víš to až příliš dobře). Scéna končí tím, že dóže lamentuje nad hranicemi své moci a nad rozpory mezi tím, že je vládcem i otcem, zatímco Lucrezia se nadále dožaduje jeho pomoci. Pohled na jeho slzy jí dává určitou naději.

### Druhé dějství

#### Scéna 1: Státní věznice
Jacopo je sám ve vězení a naříká nad svým osudem. Představuje si, že na něj útočí Carmagnola, slavný condottiere (voják), který byl popraven v Benátkách: Non maledirmi o prode (Mocný bojovníku, neproklínej mě), a omdlí. Ještě v deliriu zjistí, že je u něj Lucrezia. Ta mu sdělí rozhodnutí Rady a trest dalšího vyhnanství. Snaží se však udržet alespoň nějakou naději a slibuje, že se k němu ve vyhnanství připojí, bude-li třeba.
Přichází dóže a prohlašuje, že navzdory tomu, že byl nucen jednat tvrdě, svého syna miluje. Jacopo se utěšuje: Nel tuo paterno amplesso (V otcově objetí můj smutek utichá), ale je dále znepokojen dóžecovým tvrzením, že jeho povinnost musí převážit nad láskou k synovi.
Loredano přijíždí oznámit oficiální verdikt a připravit Jacopa na odjezd. Pohrdá prosbami Foscariů a nařizuje svým mužům, aby Jacopa vyvedli z cely. V závěrečném triu Jacopo, dóže a Lucrezia vyjadřují své protichůdné pocity, a když je Jacopo odváděn, otec a snacha odcházejí společně s ním.

#### Scéna 2: Soudní síň
Loredano je neoblomný: žádné slitování nebude a Lucrezii a jejím dětem nebude dovoleno doprovázet Jacopa na jeho vyhnanství. Dóže naříká, že nemůže pomoci, protože jedná, jak musí, v roli dóžete před otcem. Lucrezia vstoupí se svými dvěma dětmi. Jacopo je objímá, zatímco Lucrezia bezvýsledně prosí radní. Jacopo je odveden.

### Třetí dějství

#### Scéna 1: Náměstí Svatého Marka
Zatímco shromáždění lidé vyjadřují radost z toho, že jsou spolu, Loredano a Barbarigo čekají na galéru, která Jacopa odveze do vyhnanství. Ten je vyveden ven, následován svou ženou a Pisanou, a vyjadřuje své city k Lucrezii: Donna infelice, sol per me infelice (Nešťastná žena, nešťastná skrze mě samotného). Jacopo, Lucrezia, Pisana, Barbarigo, Loredano a obyvatelé Benátek společně v obrovském sborovém čísle vyjadřují své city. Jacopo začíná: O padre, figli, sposa (Otče, děti, ženo, dávám vám poslední sbohem) a scéna končí Jacopovým doprovodem na galéru, zatímco Lucrezia omdlévá v Pisanině náručí.

#### Scéna 2: Dóžecí palác
Zarmoucený dóže vyjadřuje své pocity: Egli ora parte! (Teď odchází!) a představuje si sám sebe ve stáří. Barbarigo mu přináší důkaz, že jeho syn byl ve skutečnosti nevinný, zatímco Lucrezia mu přichází oznámit Jacopovu sebevraždu ve vlnách benátského kanálu: Più non vive... l'innocente (Už není... nevinný). Když odchází, sluha oznámí, že Rada deseti se chce sejít s dóžetem.
Rada prostřednictvím svého mluvčího Loredana oznamuje, že se rozhodla, že Francesco by se měl kvůli věku vzdát funkce dóžete. Francesco jejich rozhodnutí rozzlobeně odsoudí: Questa dunque è l'iniqua mercede (To je tedy nespravedlivá odměna...). Požádá o přivedení své snachy a postupně odkládá atributy svého úřadu. Když vstoupí Lucrezia a osloví ho známým titulem „kníže“, prohlásí: „Kníže! To jsem byl, teď už nejsem.“ V tu chvíli se ozve zvon San Marco, který oznamuje, že byl vybrán nástupce. Když zvon zazvoní podruhé, Francesco poznává, že nastal konec: Quel bronzo feral (Jaký osudový zvon). Když zvon znovu zazvoní, umírá. Loredano poznamená: „Nyní mám zaplaceno!“.

## České libreto
.